# غرانو
غرانو (بالإنجليزية: Grano, North Dakota)‏ هي مدينة تقع في ولاية داكوتا الشمالية في الولايات المتحدة. تبلغ مساحة هذه المدينة 0.78 (كم²)، وترتفع عن سطح البحر م، بلغ عدد سكانها 7 نسمة في عام 2010 حسب إحصاء مكتب تعداد الولايات المتحدة.

## التركيبة السكانية
قام مكتب تعداد الولايات المتحدة بتحديد بيانات التركيبة السكانية لغرانوفي تعداد الولايات المتحدة. في ما يلي، التركيبة السكانية حسب تعدادي 2000 و2010.

### تعداد عام 2000
بلغ عدد سكان غرانو 9 نسمة بحسب تعداد عام 2000، وبلغ عدد الأسر 5 أسرة وعدد العائلات 3 عائلة مقيمة في المدينة. في حين سجلت الكثافة السكانية 30.2 نسمة لكل ميل مربع (11.7/كم2). وبلغ عدد الوحدات السكنية 5 وحدة بمتوسط كثافة قدره 16.8 نسمة لكل ميل مربع (6.5/كم2).
وتوزع التركيب العرقي للمدينة بنسبة 100.00% من البيض.
```
وبلغ متوسط حجم الأسرة المعيشية 2.33، أما متوسط حجم العائلات فبلغ 1.80.
```

بلغ العمر الوسطي للسكان 44 عاماً. وكانت نسبة 11.1% بين الثامنة عشر والأربعة وعشرون عاماً، ونسبة 44.4% كانت واقعةً في الفئة العمرية ما بين الخامسة والعشرون حتى والأربعة وأربعون عاماً،
بلغ متوسط دخل الأسرة في المدينة 16,250 دولار، أما متوسط دخل العائلة فبلغ 0 دولار. وسجل دخل الفرد الخاص بالمدينة 15,000 دولار.

### تعداد عام 2010
بلغ عدد سكان غرانو 7 نسمة بحسب تعداد عام 2010، وبلغ عدد الأسر 3 أسرة وعدد العائلات 3 عائلة مقيمة في المدينة. في حين سجلت الكثافة السكانية 23.3 نسمة لكل ميل مربع (9.0/كم2). وبلغ عدد الوحدات السكنية 3 وحدة بمتوسط كثافة قدره 10.0 لكل ميل مربع (3.9/كم2).
وتوزع التركيب العرقي للمدينة بنسبة 100.0% من البيض.
```
وبلغ متوسط حجم الأسرة المعيشية 2.33، أما متوسط حجم العائلات فبلغ 2.33.
```

بلغ العمر الوسطي للسكان 52.3 عاماً. وكانت نسبة 0.0% من القاطنين تحت سن الثامنة عشر، وكانت نسبة 0.0% بين الثامنة عشر والأربعة وعشرون عاماً، ونسبة 14.3% كانت واقعةً في الفئة العمرية ما بين الخامسة والعشرون حتى والأربعة وأربعون عاماً، ونسبة 85.7% كانت ما بين الخامسة والأربعون حتى الرابعة والستون، ونسبة 0.0% كانت ضمن فئة الخامسة والستون عاماً فما فوق. وتوزع التركيب الجنسي للسكان بنسبة 57.1% ذكور و42.9% إناث.

## وصلات خارجية
- The US50 - Cities and Towns in North Dakota State